# Góra (gmina w województwie łódzkim)
Góra (od 1973 Nowe Miasto nad Pilicą) – dawna gmina wiejska istniejąca do 1954 roku w woj. warszawskim, a następnie w woj. łódzkim. Nazwa gminy pochodzi od wsi Góra (obecnie dzielnica Nowego Miasta nad Pilicą), lecz siedzibą władz gminy było Nowe Miasto (nad Pilicą).
Za Królestwa Polskiego gmina Góra należała do powiatu rawskiego w guberni piotrkowskiej. 19 maja?/31 maja 1870 do gminy przyłączono pozbawione praw miejskich Nowe Miasto (od 1916 znów samodzielne miasto).
W okresie międzywojennym gmina Góra należała do powiatu rawskiego w woj. warszawskim. 1 kwietnia 1939 roku gminę wraz z całym powiatem rawskim przeniesiono do woj. łódzkiego.
Po wojnie gmina zachowała przynależność administracyjną. 1 lipca 1952 roku gmina składała się z 26 gromad. Jednostka została zniesiona 29 września 1954 roku wraz z reformą wprowadzającą gromady w miejsce gmin. Po reaktywowaniu gmin 1 stycznia 1973 roku gminy Góra nie przywrócono, utworzono natomiast jej terytorialny odpowiednik, gminę Nowe Miasto nad Pilicą.
Uwaga: do 1939 roku w woj. warszawskim istniały 2 gminy o nazwie Góra – drugą była gmina Góra w powiecie warszawskim.